# Wassili Stepanowitsch Sawoiko

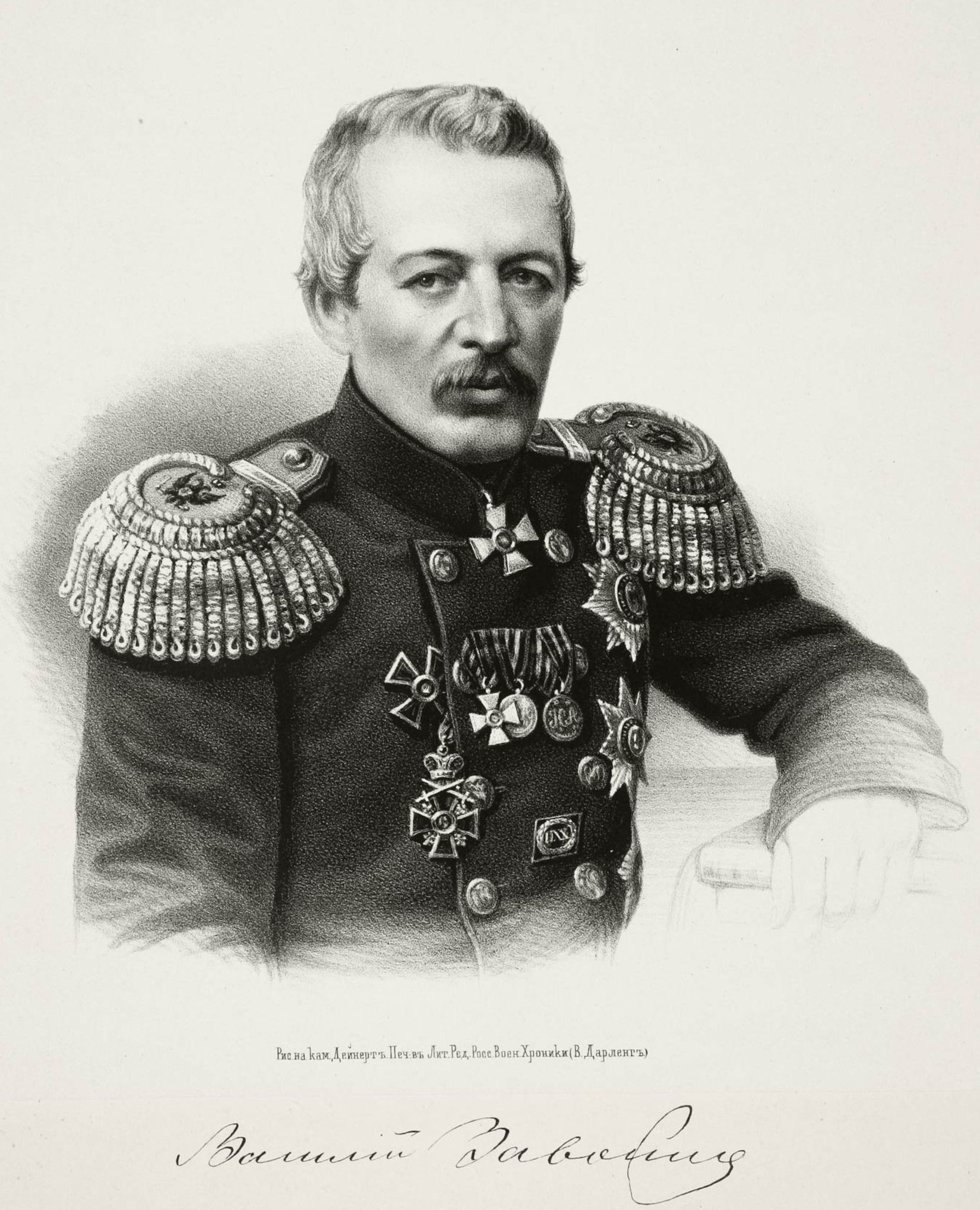
Wassili Sawoiko

Wassili Stepanowitsch Sawoiko (russisch Василий Степанович Завойко, wiss. Transliteration Vasilij Stepanovič Zavojko; * 15. Julijul. / 27. Juli 1812greg. in Prochorowka im Gouvernement Poltawa, Russisches Kaiserreich; † 16. Februarjul. / 28. Februar 1898greg. in Welyka Metschetnja im Gouvernement Podolien, Russisches Kaiserreich) war ein Admiral der Kaiserlich Russischen Marine.

## Biografie
Sawoiko kam in einer adligen kleinrussischen Familie im Gouvernement Poltawa auf die Welt. Er studierte als angehender Marineoffizier an der Marineschule von Nikolajew und nahm im Jahr 1827 an der Schlacht von Navarino teil. 1835 bis 1838 machte er zwei Erdumseglungen.
1840 heuerte er bei der Russisch-Amerikanischen Kompagnie an und wurde bald zum Administrator des Hafens von Ochotsk. Er kam zur Überzeugung, dass der Hafen für den Handel eher ungeeignet war, da er zu weit vom Einzugsgebiet der Lena lag. Aus diesem Grund befürwortete er die Gründung von Ajan. Während der Erkundung der dortigen Landschaft zusammen mit Dmitri Orlow entdeckte Sawoiko die Mündung des Amur. Die Erforschung der Gegend wurde später von Gennadi Newelskoi fortgesetzt, der auch den Tatarensund entdeckte. Sawoikos Bericht über die potenzielle Bedeutung des Amur führte zur Forschungsexpedition 1846 und schließlich zur Einverleibung der Primorje-Region durch das Russische Kaiserreich.
1850 wurde Sawoiko vom Generalgouverneur Ostsibiriens Nikolai Murawjow-Amurski zum Militärgouverneur Kamtschatkas und zum Leiter des Hafens Petropawlowsk ernannt. Unter der Leitung Sawoikos wurden dort ein Kai, eine Gießerei und neue Armeebaracken gebaut. Sawoiko unterstützte die landwirtschaftliche Erschließung Kamtschatkas.
Während des Krimkriegs und der Belagerung von Petropawlowsk-Kamtschatski im Jahre 1854 durch Engländer und Franzosen konnte Sawoiko eine erfolgreiche Verteidigung der Stadt gegen die zahlenmäßig überlegenen Gegner organisieren und die Landungstruppen zurückschlagen. Es konnte sogar eine britische Fahne erobert werden.
1855 war Sawoiko für die Verlagerung des pazifischen Haupthafens Russlands von Petropawlowsk zur Amur-Mündung verantwortlich, wo eigens die Stadt Nikolajewsk am Amur gegründet wurde. Die Operation gelang trotz rauer winterlicher See und der Präsenz zahlenmäßig überlegener feindlicher Flottenverbände.
1856 kehrte Sawoiko nach Sankt Petersburg zurück, wo er als Generalauditor der Flotte diente. In der Folge erhielt er mehrere hohe Auszeichnungen und wurde zum Admiral befördert. Er war mit Juliana Wrangell verheiratet und hatte insgesamt 11 Kinder: fünf Söhne und sechs Töchter. Er starb im Alter von 85 Jahren auf seinem Landgut in Podolien. Zu Ehren von Sawoiko trug das Dorf Jelisowo in den Jahren 1897 bis 1924 seinen Namen.